# Shunosaurus
A Shunosaurus (jelentése „Shu-gyík”, Szecsuan egyik régi nevére utalva) a sauropoda dinoszauruszok egyik neme, melyet a kínai Szecsuan tartomány középső jura kori (bath–callovi korszakbeli), 170 millió évvel ezelőtt élt. A Dashanpu-formáció részét képező alsó Shaximiao-formációban (Sahszimiao), Zigongban fedezték fel.

## Anatómia
A körülbelül 9,5 méter hosszú és 3 tonna tömegű Shunosaurusnak meglehetősen rövid nyaka volt (egy sauropodához képest), emellett rövid, mély és aránylag robusztus, lapátszerű fogakkal ellátott koponyával rendelkezett. 1989-ben rátaláltak a csontbuzogányban végződő farkára is, amit valószínűleg az ellenségeivel szembeni védekezésre használt.

## Felfedezés és fajok

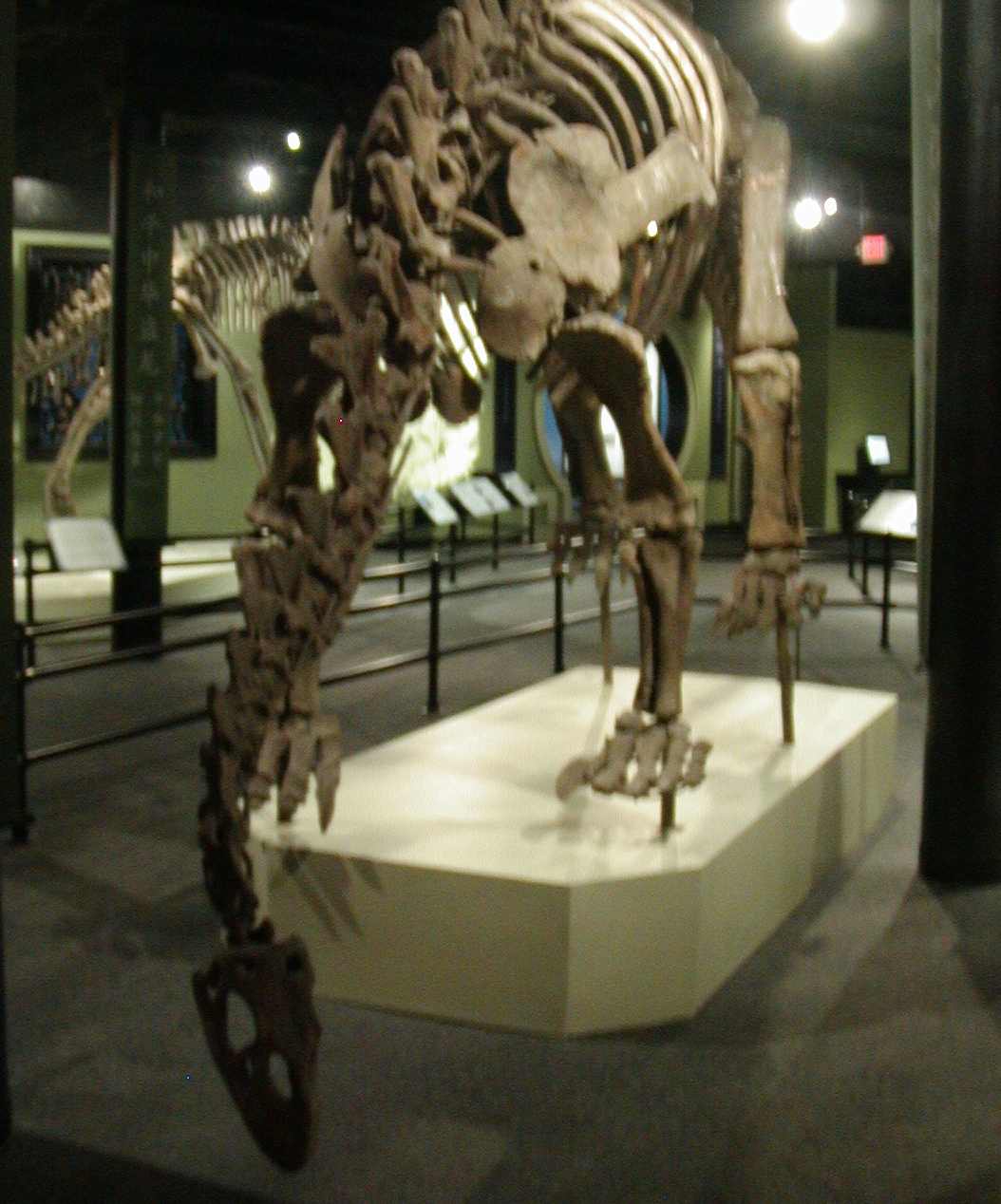
A Shunosaurus lii csontváza, a Pekingi Természetrajzi Múzeumban

A Shunosaurus, melyről elsőként 1983-ban készült leírás, több teljes vagy majdnem teljes csontváz alapján ismert, miáltal az egyik anatómiailag legismertebb sauropodává vált. A típusfajt, az S. liit Dong Zhiming (Tung Cse-ming), Zhou Shiwu (Csou Si-vu) és Zhang Yi-Hong (Csang Ji-hung) írta le, 1983-ban. A második „S. ziliujingensis” nevű fajról nem készült hivatalos leírás, és nomen nudum maradt. A Shunosaurus csontvázai a Zigongi Dinoszaurusz Múzeumban, Szecsuanban és a Pekingi Természetrajzi Múzeumban kerültek kiállításra.

## Osztályozás
A Shunosaurust bazális sauropodaként osztályozták. Az ausztráliai Queenslandnél felfedezett Rhoetosaurus a rokonságába tartozik.

## Ősökológia
A Shunosaurus az életterét a sauropodák közé tartozó Datousaurusszal, az Omeisaurusszal és a Protognathosaurusszal, a feltételezett ornithopodával, a Xiaosaurusszal, a korai stegosaurusszal, a Huayangosaurusszal, valamint a húsevő Gasosaurusszal osztotta meg.

## Fordítás
- Ez a szócikk részben vagy egészben a Shunosaurus című angol Wikipédia-szócikk ezen változatának fordításán alapul.  Az eredeti cikk szerkesztőit annak laptörténete sorolja fel. Ez a jelzés csupán a megfogalmazás eredetét és a szerzői jogokat jelzi, nem szolgál a cikkben szereplő információk forrásmegjelöléseként.